# Lodes
Ne doit pas être confondu avec Lods.
Lodes est une commune française située dans l'ouest du département de la Haute-Garonne, en région Occitanie.
Sur le plan historique et culturel, la commune est dans le pays de Comminges, correspondant à l’ancien comté de Comminges, circonscription de la province de Gascogne située sur les départements actuels du Gers, de la Haute-Garonne, des Hautes-Pyrénées et de l'Ariège. Exposée à un climat océanique altéré, elle est drainée par la Louge, le canal de Franquevielle à Cardeilhac, le ruisseau du Luz, Nom inconnu et par divers autres petits cours d'eau. La commune possède un patrimoine naturel remarquable composé de trois zones naturelles d'intérêt écologique, faunistique et floristique.
Lodes est une commune rurale qui compte 303 habitants en 2022, après avoir connu un pic de population de 684 habitants en 1846. Elle fait partie de l'aire d'attraction de Saint-Gaudens. Ses habitants sont appelés les Lodois ou Lodoises.

## Géographie

### Localisation
La commune de Lodes se trouve dans le département de la Haute-Garonne, en région Occitanie.
Elle se situe à 79 km à vol d'oiseau de Toulouse, préfecture du département, et à 8 km de Saint-Gaudens, sous-préfecture.
Les communes les plus proches sont : 
Saint-Ignan (1,8 km), Lalouret-Laffiteau (3,0 km), Cardeilhac (3,5 km), Larcan (3,8 km), Saux-et-Pomarède (3,8 km), Sarremezan (4,5 km), Villeneuve-de-Rivière (5,3 km), Le Cuing (5,7 km).
Sur le plan historique et culturel, Lodes fait partie du pays de Comminges, correspondant à l’ancien comté de Comminges, circonscription de la province de Gascogne située sur les départements actuels du Gers, de la Haute-Garonne, des Hautes-Pyrénées et de l'Ariège.
Lodes est limitrophe de six autres communes.
Les communes limitrophes sont  Cardeilhac, Lalouret-Laffiteau, Larcan, Larroque, Le Cuing et Saint-Ignan.
| Larroque | Cardeilhac | Lalouret-Laffiteau |
|          | Lodes      | Larcan             |
| Le Cuing |            | Saint-Ignan        |

### Géologie et relief
La superficie de la commune est de 1 374 hectares ; son altitude varie de 367  à   493 mètres.

### Hydrographie

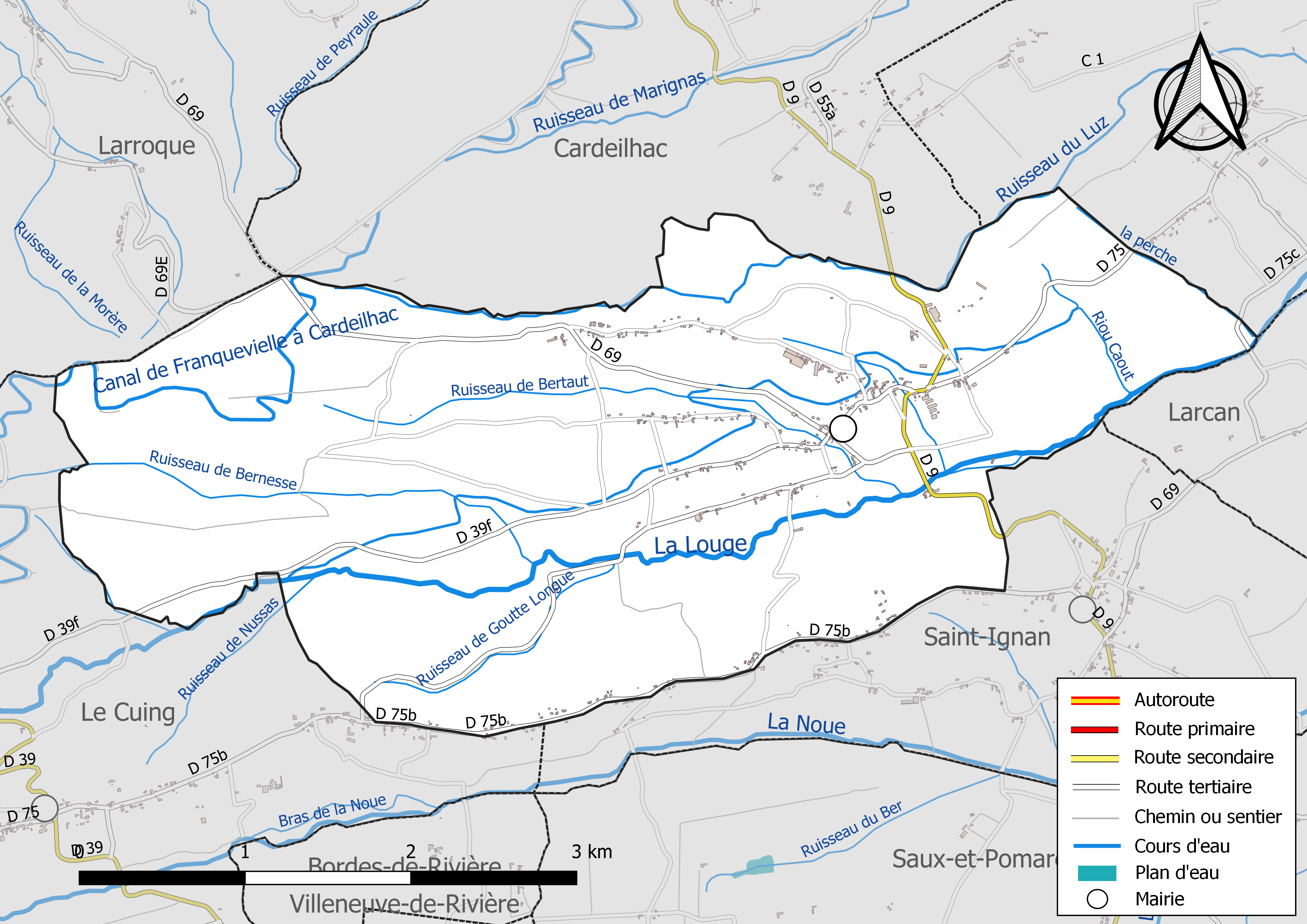
Réseaux hydrographique et routier de Lodes.

La commune est dans le bassin de la Garonne, au sein du bassin hydrographique Adour-Garonne. Elle est drainée par la Louge, le canal de Franquevielle à Cardeilhac, le ruisseau du Luz, un bras de la Louge, la perche, Riou Caout, le ruisseau de Bernesse, le ruisseau de Bertaut, le ruisseau de Goutte Longue le ruisseau de Nussas et par deux petits cours d'eau, constituant un réseau hydrographique de 32 km de longueur totale,.
La Louge, d'une longueur totale de 100 km, prend sa source dans la commune de Villeneuve-Lécussan et s'écoule du sud-ouest vers le nord-est. Elle traverse la commune et se jette dans la Garonne à Muret, après avoir traversé 34 communes.
Le canal de Franquevielle à Cardeilhac, d'une longueur totale de 23,2 km, prend sa source dans la commune de Franquevielle et s'écoule du sud-ouest vers le nord-est. Il traverse la commune et se jette dans la Nère à Cardeilhac, après avoir traversé 7 communes.

### Climat
Pour des articles plus généraux, voir Climat de l'Occitanie et Climat de la Haute-Garonne.
En 2010, le climat de la commune est de type climat océanique altéré, selon une étude s'appuyant sur une série de données couvrant la période 1971-2000. En 2020, Météo-France publie une typologie des climats de la France métropolitaine dans laquelle la commune est exposée à un climat de montagne ou de marges de montagne et est dans la région climatique Pyrénées centrales, caractérisée par une pluviométrie annuelle de 1 000 à 1 200 mm.
Pour la période 1971-2000, la température annuelle moyenne est de 12,3 °C, avec une amplitude thermique annuelle de 14,9 °C. Le cumul annuel moyen de précipitations est de 978 mm, avec 9,9 jours de précipitations en janvier et 6,8 jours en juillet. Pour la période 1991-2020, la température moyenne annuelle observée sur la station météorologique la plus proche, située sur la commune de Clarac à 9 km à vol d'oiseau, est de 12,5 °C et le cumul annuel moyen de précipitations est de 804,9 mm,. Pour l'avenir, les paramètres climatiques de la commune estimés pour 2050 selon différents scénarios d’émission de gaz à effet de serre sont consultables sur un site dédié publié par Météo-France en novembre 2022.

### Milieux naturels et biodiversité

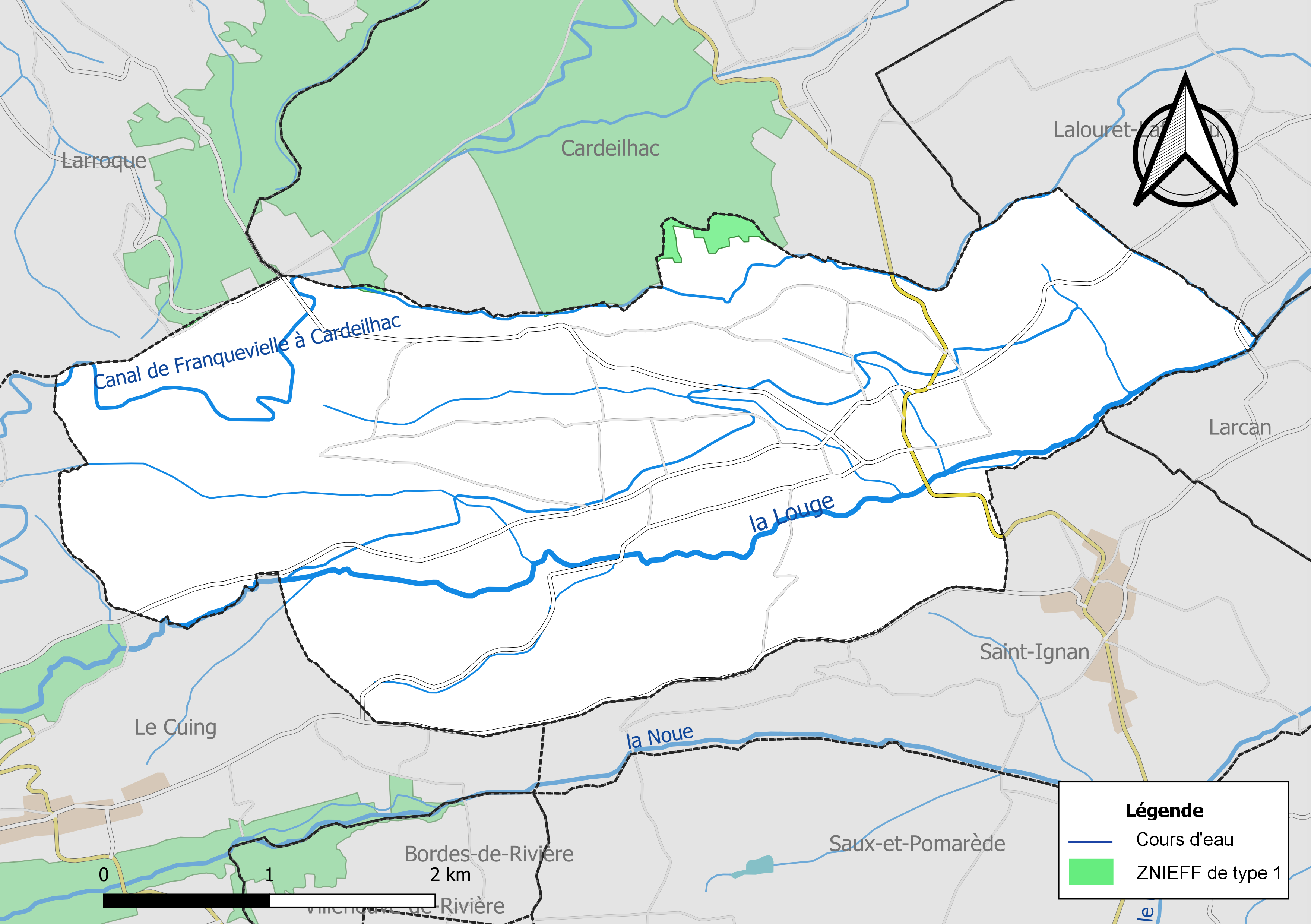
Carte de la ZNIEFF de type 1 localisée sur la commune.

L’inventaire des zones naturelles d'intérêt écologique, faunistique et floristique (ZNIEFF) a pour objectif de réaliser une couverture des zones les plus intéressantes sur le plan écologique, essentiellement dans la perspective d’améliorer la connaissance du patrimoine naturel national et de fournir aux différents décideurs un outil d’aide à la prise en compte de l’environnement dans l’aménagement du territoire.
Une ZNIEFF de type 1 est recensée sur la commune :
la « forêt de Cardeilhac » (593 ha), couvrant 3 communes du département et deux ZNIEFF de type 2, : 
- l'« Amont des bassins de la Louge, de la Save, du Lavet et de la Noue et landes orientales du Lannemezan » (5 833 ha), couvrant 18 communes dont 14 dans la Haute-Garonne et quatre dans les Hautes-Pyrénées[19] ;
- les « massifs forestiers de Cardeilhac et de l'Escale » (1 680 ha), couvrant 6 communes du département[20].

## Urbanisme

### Typologie
Au 1er janvier 2024, Lodes est catégorisée commune rurale à habitat dispersé, selon la nouvelle grille communale de densité à sept niveaux définie par l'Insee en 2022.
Elle est située hors unité urbaine. Par ailleurs la commune fait partie de l'aire d'attraction de Saint-Gaudens, dont elle est une commune de la couronne,. Cette aire, qui regroupe 85 communes, est catégorisée dans les aires de moins de 50 000 habitants,.

### Occupation des sols
L'occupation des sols de la commune, telle qu'elle ressort de la base de données européenne d’occupation biophysique des sols Corine Land Cover (CLC), est marquée par l'importance des territoires agricoles (61,2 % en 2018), une proportion sensiblement équivalente à celle de 1990 (61,4 %). La répartition détaillée en 2018 est la suivante : 
zones agricoles hétérogènes (44,9 %), forêts (38,8 %), terres arables (8,4 %), prairies (7,8 %). L'évolution de l’occupation des sols de la commune et de ses infrastructures peut être observée sur les différentes représentations cartographiques du territoire : la carte de Cassini (XVIIIe siècle), la carte d'état-major (1820-1866) et les cartes ou photos aériennes de l'IGN pour la période actuelle (1950 à aujourd'hui).

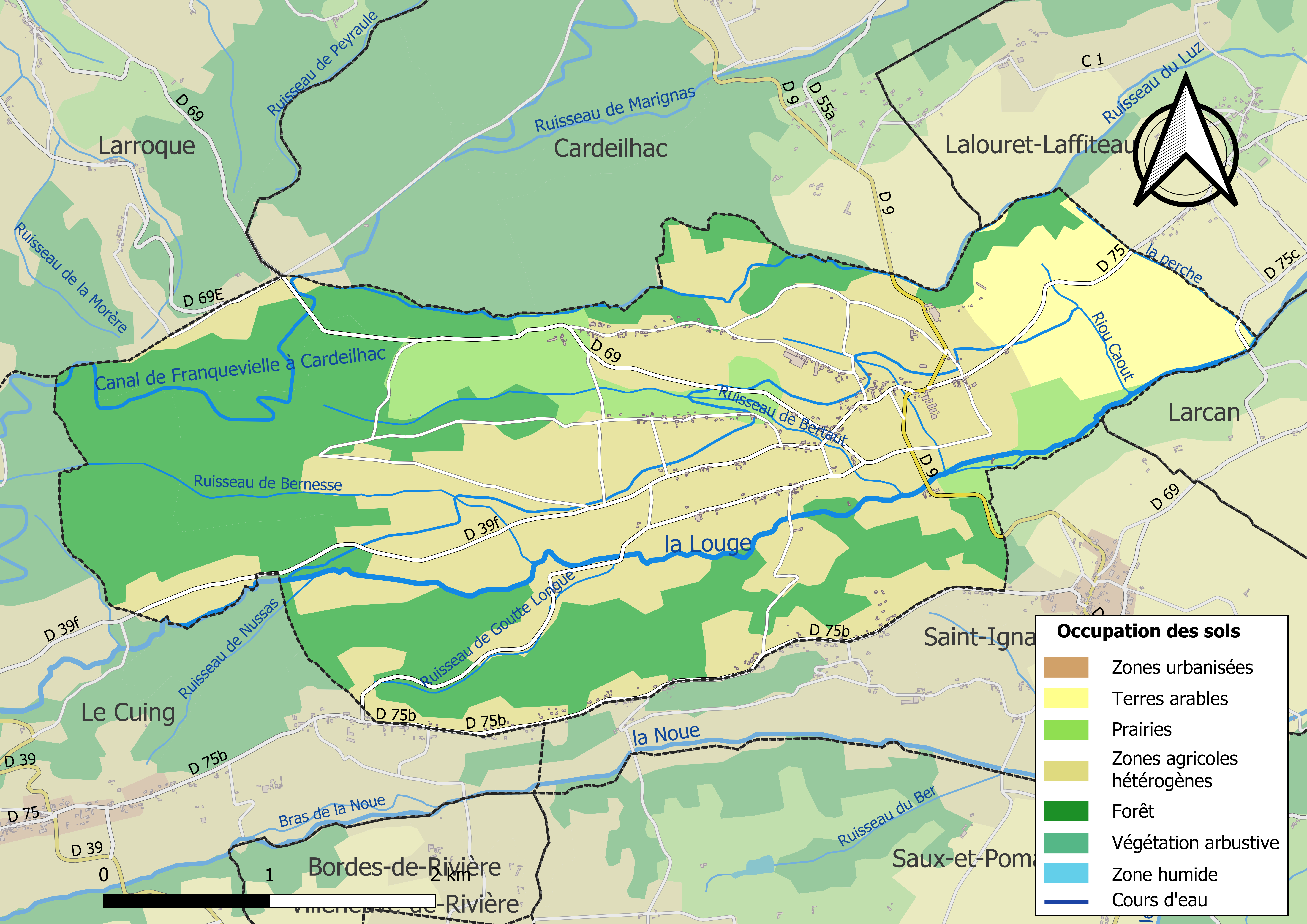
Carte des infrastructures et de l'occupation des sols de la commune en 2018 (CLC).

### Voies de communication et transports
Accès par l'autoroute A64 sortie no 18 et avec le réseau Arc-en-ciel ainsi qu'en gare de Saint-Gaudens.

### Risques majeurs
Le territoire de la commune de Lodes est vulnérable à différents aléas naturels : météorologiques (tempête, orage, neige, grand froid, canicule ou sécheresse), inondations, feux de forêts et séisme (sismicité modérée). Un site publié par le BRGM permet d'évaluer simplement et rapidement les risques d'un bien localisé soit par son adresse soit par le numéro de sa parcelle.
Certaines parties du territoire communal sont susceptibles d’être affectées par le risque d’inondation par débordement de cours d'eau, notamment le canal de Franquevielle à Cardeilhac. La commune a été reconnue en état de catastrophe naturelle au titre des dommages causés par les inondations et coulées de boue survenues en 1982, 1999 et 2009,.
Un plan départemental de protection des forêts contre les incendies a été approuvé par arrêté préfectoral du 25 septembre 2006. Lodes est exposée au risque de feu de forêt du fait de la présence sur son territoire du massif de Cardeilhac. Il est ainsi défendu aux propriétaires de la commune et à leurs ayants droit de porter ou d’allumer du feu dans l'intérieur et à une distance de 200 mètres des bois, forêts, plantations, reboisements ainsi que des landes. L’écobuage est également interdit, ainsi que les feux de type méchouis et barbecues, à l’exception de ceux prévus dans des installations fixes (non situées sous couvert d'arbres) constituant une dépendance d'habitation,

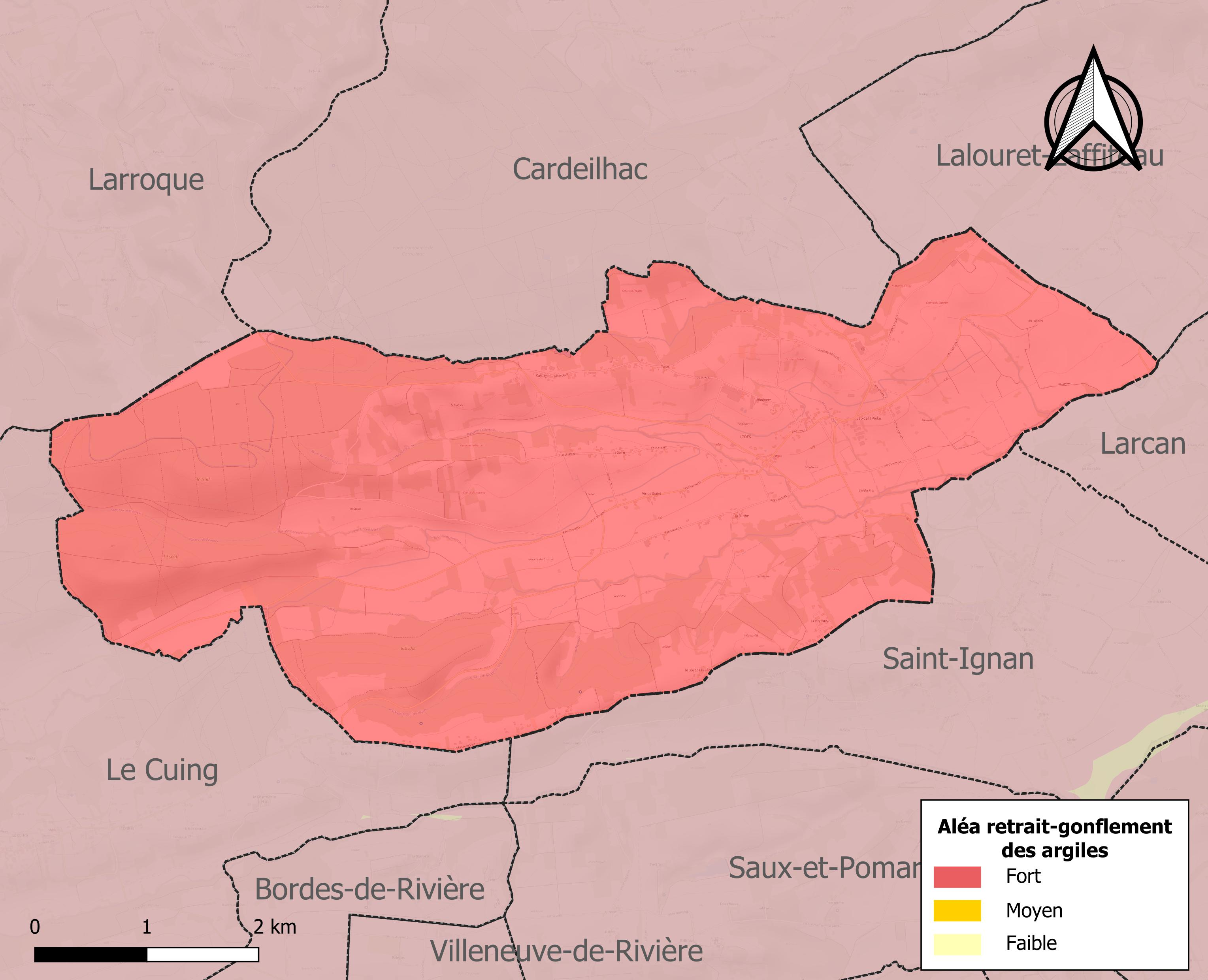
Carte des zones d'aléa retrait-gonflement des sols argileux de Lodes.

Le retrait-gonflement des sols argileux est susceptible d'engendrer des dommages importants aux bâtiments en cas d’alternance de périodes de sécheresse et de pluie. La totalité de la commune est en aléa moyen ou fort (88,8 % au niveau départemental et 48,5 % au niveau national). Sur les 143 bâtiments dénombrés sur la commune en 2019, 143 sont en aléa moyen ou fort, soit 100 %, à comparer aux 98 % au niveau départemental et 54 % au niveau national. Une cartographie de l'exposition du territoire national au retrait gonflement des sols argileux est disponible sur le site du BRGM,.
Par ailleurs, afin de mieux appréhender le risque d’affaissement de terrain, l'inventaire national des cavités souterraines permet de localiser celles situées sur la commune.
Concernant les mouvements de terrains, la commune a été reconnue en état de catastrophe naturelle au titre des dommages causés par la sécheresse en 1989 et 2003 et par des mouvements de terrain en 1999.

## Toponymie
De l’occitan Lòdas, du gaulois *lut- « terrain marécageux », du latin lutum (« boue, limon »).

## Politique et administration

### Administration municipale
Le nombre d'habitants au recensement de 2011 étant compris entre 100 et 499, le nombre de membres du conseil municipal pour l'élection de 2014 est de onze,.

### Rattachements administratifs et électoraux
Commune faisant partie de la huitième circonscription de la Haute-Garonne, de la communauté de communes Cœur et Coteaux de Comminges et du canton de Saint-Gaudens. Avant le 1er janvier 2017, Lodes faisait partie de la communauté de communes du Saint-Gaudinois. La commune est également membre du SIVOM de Saint-Gaudens Montréjeau Aspet Magnoac.

### Liste des maires
| Période                                  | Période  | Identité          | Étiquette | Qualité              |
| ---------------------------------------- | -------- | ----------------- | --------- | -------------------- |
| mars 1971                                | 2020     | Jean Baqué        | PS        | Agriculteur retraité |
| mai 2020                                 | En cours | Véronique Berrebi | SE        | Employée Poste       |
| Les données manquantes sont à compléter. |          |                   |           |                      |

## Population et société

### Démographie
L'évolution du nombre d'habitants est connue à travers les recensements de la population effectués dans la commune depuis 1793. Pour les communes de moins de 10 000 habitants, une enquête de recensement portant sur toute la population est réalisée tous les cinq ans, les populations de référence des années intermédiaires étant quant à elles estimées par interpolation ou extrapolation. Pour la commune, le premier recensement exhaustif entrant dans le cadre du nouveau dispositif a été réalisé en 2006.

En 2022, la commune comptait 303 habitants, en évolution de +4,48 % par rapport à 2016 (Haute-Garonne : +8,02 %, France hors Mayotte : +2,11 %).
| 1793 | 1800 | 1806 | 1821 | 1831 | 1836 | 1841 | 1846 | 1851 |
| ---- | ---- | ---- | ---- | ---- | ---- | ---- | ---- | ---- |
| 501  | 457  | 541  | 626  | 612  | 604  | 650  | 684  | 683  |

| 1856 | 1861 | 1866 | 1872 | 1876 | 1881 | 1886 | 1891 | 1896 |
| ---- | ---- | ---- | ---- | ---- | ---- | ---- | ---- | ---- |
| 639  | 634  | 615  | 626  | 580  | 543  | 542  | 513  | 517  |

| 1901 | 1906 | 1911 | 1921 | 1926 | 1931 | 1936 | 1946 | 1954 |
| ---- | ---- | ---- | ---- | ---- | ---- | ---- | ---- | ---- |
| 449  | 436  | 448  | 396  | 360  | 360  | 363  | 339  | 330  |

| 1962 | 1968 | 1975 | 1982 | 1990 | 1999 | 2006 | 2007 | 2008 |
| ---- | ---- | ---- | ---- | ---- | ---- | ---- | ---- | ---- |
| 321  | 279  | 255  | 243  | 247  | 255  | 263  | 268  | 273  |

| 2009 | 2010 | 2011 | 2012 | 2013 | 2014 | 2015 | 2016 | 2020 |
| ---- | ---- | ---- | ---- | ---- | ---- | ---- | ---- | ---- |
| 278  | 279  | 280  | 287  | 296  | 288  | 289  | 290  | 295  |

| 2021 | 2022 | - | - | - | - | - | - | - |
| ---- | ---- | - | - | - | - | - | - | - |
| 299  | 303  | - | - | - | - | - | - | - |

| selon la population municipale des années : | 1968 | 1975 | 1982 | 1990 | 1999 | 2006 | 2009 | 2013 |
| Rang de la commune dans le département      | 253  | 251  | 253  | 289  | 324  | 325  | 321  | 322  |
| Nombre de communes du département           | 592  | 582  | 586  | 588  | 588  | 588  | 589  | 589  |

### Enseignement
Lodes fait partie de l'académie de Toulouse.

### Culture et festivité
Vide grenier, musée du moulin, comité des fêtes,

### Activités sportives
Chasse, pétanque, randonnée pédestre,

## Économie

### Revenus
En 2018  (données Insee publiées en septembre 2021), la commune compte 119 ménages fiscaux, regroupant 286 personnes. La médiane du revenu disponible par unité de consommation est de 21 460 € (23 140 € dans le département).

### Emploi
|                | 2008  | 2013  | 2018  |
| -------------- | ----- | ----- | ----- |
| Commune        | 4,3 % | 6,8 % | 7,2 % |
| Département    | 7,7 % | 9,6 % | 9,3 % |
| France entière | 8,3 % | 10 %  | 10 %  |

En 2018, la population âgée de 15 à 64 ans s'élève à 178 personnes, parmi lesquelles on compte 77,9 % d'actifs (70,7 % ayant un emploi et 7,2 % de chômeurs) et 22,1 % d'inactifs,. Depuis 2008, le taux de chômage communal (au sens du recensement) des 15-64 ans est inférieur à celui de la France et du département.
La commune fait partie de la couronne de l'aire d'attraction de Saint-Gaudens, du fait qu'au moins 15 % des actifs travaillent dans le pôle,. Elle compte 30 emplois en 2018, contre 28 en 2013 et 26 en 2008. Le nombre d'actifs ayant un emploi résidant dans la commune est de 126, soit un indicateur de concentration d'emploi de 23,7 % et un taux d'activité parmi les 15 ans ou plus de 53,4 %.
Sur ces 126 actifs de 15 ans ou plus ayant un emploi, 27 travaillent dans la commune, soit 21 % des habitants. Pour se rendre au travail, 91,2 % des habitants utilisent un véhicule personnel ou de fonction à quatre roues, 4,8 % les transports en commun, 0,8 % s'y rendent en deux-roues, à vélo ou à pied et 3,2 % n'ont pas besoin de transport (travail au domicile).

### Activités hors agriculture

#### Secteurs d'activités
15 établissements sont implantés  à Lodes au 31 décembre 2019.
Le secteur du commerce de gros et de détail, des transports, de l'hébergement et de la restauration est prépondérant sur la commune puisqu'il représente 33,3 % du nombre total d'établissements de la commune (5 sur les 15 entreprises implantées  à Lodes), contre 25,9 % au niveau départemental.

#### Entreprises et commerces
Ancienne tuilerie, et ancien moulin-scierie.
L'économie de la commune est essentiellement basée sur l'agriculture (céréales : maïs, blé…) et l'élevage bovin.

### Agriculture
La commune est dans les « Coteaux de Gascogne », une petite région agricole occupant une partie ouest du département de la Haute-Garonne, constitué d'un relief de cuestas et de vallées peu profondes, creusés par les rivières issues du massif pyrénéen, avec une activité de polyculture et d’élevage. En 2020, l'orientation technico-économique de l'agriculture  sur la commune est la polyculture et/ou le polyélevage.
|               | 1988 | 2000 | 2010 | 2020 |
| ------------- | ---- | ---- | ---- | ---- |
| Exploitations | 41   | 18   | 21   | 18   |
| SAU (ha)      | 745  | 693  | 818  | 944  |

Le nombre d'exploitations agricoles en activité et ayant leur siège dans la commune est passé de 41 lors du recensement agricole de 1988  à 18 en 2000 puis à 21 en 2010 et enfin à 18 en 2020, soit une baisse de 56 % en 32 ans. Le même mouvement est observé à l'échelle du département qui a perdu pendant cette période 57 % de ses exploitations,. La surface agricole utilisée sur la commune a quant à elle augmenté, passant de 745 ha en 1988 à 944 ha en 2020. Parallèlement la surface agricole utilisée moyenne par exploitation a augmenté, passant de 18 à 52 ha.

## Culture locale et patrimoine

### Lieux et monuments

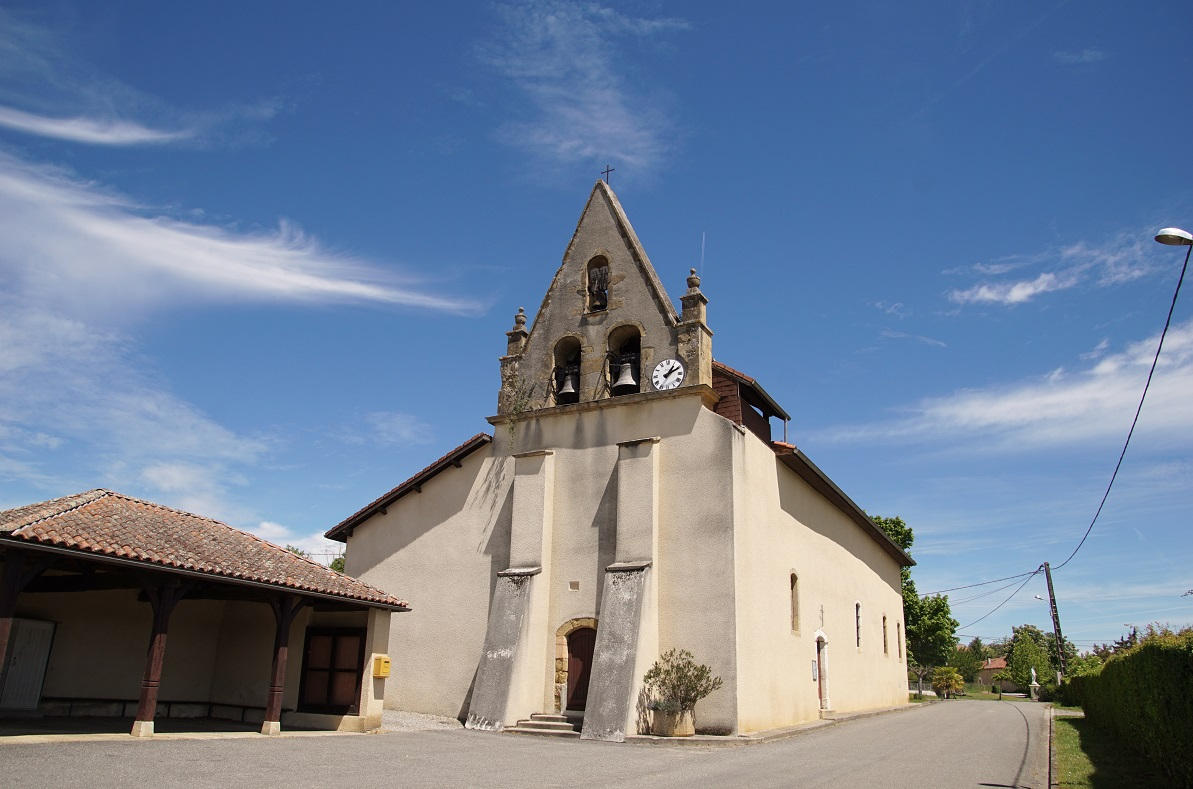
L'église Saint-Jean-Baptiste de Lodes.

- Église paroissiale Saint-Jean-Baptiste à clocher mur.